# 里德尼克賴 (伊久姆區)
49°28′45″N 37°15′49″E / 49.47917°N 37.26361°E
里德尼-克賴（烏克蘭語：Рідний Край）是位於烏克蘭東部的村莊，由哈爾科夫州伊久姆區的昆葉市鎮負責管轄。該村面積0.18平方公里，海拔高度179米，2001年人口26，人口密度每平方公里144.4人。